# Castillo de Shahbulag
El castillo de Shahbulag (en azerí: Şahbulaq qalası, literalmente "Primavera del Shah") es una fortaleza del siglo XVIII localizada cerca de la localidad de Agdam en Azerbaiyán construida por Panah Ali.

## Historia
Después de la muerte del gobernante persa Nader Shah, el territorio del Cáucaso se dividió en varios kanatos, uno de los cuales fue el Kanato de Karabaj fundado por Panah Ali. La primera capital del kanato fue el Castillo Bayat construido en 1748. La capital pronto se trasladó al Castillo Shahbulag recién construido ubicado en las tierras bajas de Karabaj. Eventualmente, Panah Ali trasladó la capital a su ubicación final, Shusha, una fortaleza natural ubicada en una roca montañosa difícilmente penetrable. Una vez que se completó la construcción del castillo de Shusha, Panah Ali se mudó allí con toda su corte, nobles y meliks. Sin embargo, los khans de Karabaj mantuvieron alrededor de 3.000 jinetes de caballería fuertes en el castillo de Shahbulag en todo momento con fines defensivos. Los diseños de los castillos de Shahbulag, Shusha y Askeran se parecen entre sí.

### Castillo
El complejo, que incluía mezquitas, casas, baños y un mercado, se construyó entre 1751 y 1752. Durante la construcción, se utilizaron piedra caliza y sillares. Solo sobrevivieron el castillo y la mezquita en su extremo noroeste. El castillo tiene un diseño arquitectónico rectangular, y sus muros exteriores están reforzados con torres circulares y semicilíndricas. Las murallas y torres contienen troneras y almenas típicas de las estructuras de defensa. Los muros del castillo tienen 7 metros de altura y las torres tienen 8,5 metros de altura. La entrada al castillo se encuentra en la sección central del muro este. Durante el reinado del khan, estaba protegido por un edificio similar a una torre de dos pisos. El último piso estaba destinado al khan, con una escalera de piedra que conducía desde el patio del castillo. El castillo fue construido con piedras enteras a medio tallar.

### Mezquita
La mezquita construida durante la construcción del castillo de Shahbulag se encuentra en la parte noroeste del castillo. Incluye una pequeña sala de oración de piedra con una cúpula cuadrada de 5,1 metros de un lado y una terraza con una fachada de 5,1 por 2,5 metros que mira hacia el este. Las vigas de la galería se basan en pilares cuadrangulares de 8 cantos. Se cree que la arquitectura de Shahbulag influyó en los diseños arquitectónicos posteriores de los edificios en toda la región de Karabaj, y especialmente en Shusha.

## Estado actual
Hoy en día, el castillo de Shahbulag sigue siendo un importante remanente histórico y cultural del período del Kanato de Karabaj. El castillo fue renovado a principios de la década de 1980 por la República Socialista Soviética de Azerbaiyán. Durante la primera guerra del Alto Karabaj, el castillo y sus alrededores fueron capturados por las fuerzas armenias tras la Batalla de Agdam. Cuando el castillo estaba bajo control armenio, un pequeño museo funcionaba allí, almacenando artefactos encontrados durante las excavaciones en el sitio arqueológico adyacente de Tigranakert.
El castillo y el distrito de Agdam fueron devueltos a Azerbaiyán el 20 de noviembre de 2020 según el acuerdo de alto el fuego de Nagorno-Karabaj de 2020 luego de la guerra de Nagorno-Karabaj de 2020. Los artefactos de Tigranakert guardados en Shahbulag fueron retirados antes de que el área volviera al control de Azerbaiyán.